# Dansk Plakatmuseum
Dansk Plakatmuseum er Danmarks eneste museum udelukkende for plakater. Museet har siden 2006 været en afdeling af købstadsmuseet Den Gamle By i Aarhus, hvor man den 1. november 2009 kunne åbne en helt ny udstillingsbygning til formålet.

## Museets samling
Museet har en samling på knap 400.000 plakater fra hele verden. Samlingen omfatter såvel politiske som kommercielle og oplysende plakater af både kendte og ukendte kunstnere. Af danske kunstnere kan nævnes Henry Heerup, Aage Sikker Hansen og Bjørn Wiinblad.
Langt de fleste af museets plakater er opmagasineret af naturlige årsager, og det fysiske museum viser hvert år en håndfuld specialudstillinger. Fra de senere år kan nævnes udstillinger om Henry Heerup, danske byer, besættelsen, cirkus, kinesiske plakater og H.C. Andersen på plakater.
Museet formidler også salg af plakater samt andre varer med tilknytning hertil.

## Historie
Initiativet til Dansk Plakatmuseum blev taget af billedkunstneren Peder Stougaard, der personligt havde indsamlet plakater i adskillige år, og som mente, at samlingen kunne blive grundlaget for et egentligt museum. I mange år havde Stougaard tovtrækninger med myndighederne om økonomien heri, men omsider fik han Aarhus Kommune overbevist om, at museet skulle etableres, hvilket skete i 1993 med ham som leder. Gennem en årrække havde museet til huse i Århus Kunstbygning, men behovet for en mere permanent løsning blev stadig mere presserende. I 2006 lukkede fraflyttede museet kunstbygningen og fik nu arkivfaciliteter til den omfattende samling på Åby Bibliotek. Samtidig blev det besluttet, at Dansk Plakatmuseum skulle blive en afdeling af Den Gamle By, hvor man ville etablere en permanent udstillingsbygning til formålet. Denne bygning åbnede dørene for publikum 1. november 2009.
Peder Stougaard er fortsat leder af plakatmuseet i Den Gamle By.

## Ekstern henvisning
- Dansk Plakatmuseums hjemmeside

56°9′30.11″N 10°11′37.02″Ø / 56.1583639°N 10.1936167°Ø
|  | Denne artikel om en bygning eller et bygningsværk kan blive bedre, hvis der indsættes et (bedre) billede. Du kan hjælpe ved at afsøge Wikimedia Commons for et passende billede eller lægge et op på Wikimedia Commons med en af de tilladte licenser og indsætte det i artiklen. |